# 五井西
五井西（ごいにし）は、千葉県市原市の五井地区にある町丁。現行行政地名は五井西一丁目から五井西七丁目。郵便番号は290-0038。

## 概要
市原市北西部の五井地区にある。
五井地区は市原市の中心地区であり、地名に「五井」とはいる五井西はその中でも中心的な地域である。五井西は土地区画整理事業によって五井から分離新設した町丁である。区画整理事業によって町丁内は整然とした街並みが広がっている。また、五井から分離された町丁のなかでは比較的臨海部の工業地域に近い位置にあるほか、戸建て住宅の多い地域となっている。

## 地理

### 隣接町丁字
北は玉前、玉前西、東は出津、西は松ケ島西、南は松ケ島と接している。

### 地価
五井西4丁目26番9で1平方メートルあたり50,100円である。

## 歴史

### 沿革
- 1985年（昭和60年）3月19日 - 五井西土地区画整理事業認可[10]。
- 2001年（平成13年）5月18日 - 五井西土地区画整理事業区域の換地処分実施[11]。同時に地番変更と住居表示を実施し、五井西新設[11]。

## 世帯数と人口
2023年（令和5年）4月1日現在の世帯数及び人口の詳細は以下の通りである。
| 町丁字       | 世帯数    | 人口総数 | 人口  | 人口   | 人口     | 人口     | 人口  | 人口   | 世帯人員 |
| 町丁字       | 世帯数    | 人口総数 | 若年  | 若年   | 生産年齢 | 生産年齢 | 高齢  | 高齢   | 世帯人員 |
| ------------ | --------- | -------- | ----- | ------ | -------- | -------- | ----- | ------ | -------- |
| 五井西一丁目 | 219世帯   | 401人    | 44人  | 10.97% | 303人    | 75.56%   | 54人  | 13.47% | 1.83人   |
| 五井西二丁目 | 557世帯   | 1,176人  | 192人 | 16.33% | 836人    | 71.09%   | 148人 | 12.59% | 2.11人   |
| 五井西三丁目 | 243世帯   | 541人    | 89人  | 16.45% | 379人    | 70.06%   | 73人  | 13.49% | 2.23人   |
| 五井西四丁目 | 663世帯   | 1,319人  | 139人 | 10.54% | 911人    | 69.07%   | 269人 | 20.39% | 1.99人   |
| 五井西五丁目 | 395世帯   | 772人    | 85人  | 11.01% | 562人    | 72.80%   | 125人 | 16.19% | 1.95人   |
| 五井西六丁目 | 358世帯   | 774人    | 75人  | 9.69%  | 535人    | 69.12%   | 164人 | 21.19% | 2.16人   |
| 五井西七丁目 | 331世帯   | 639人    | 78人  | 12.21% | 470人    | 73.55%   | 91人  | 14.24% | 1.93人   |
| 全体         | 2,766世帯 | 5,622人  | 702人 | 12.49% | 3,996人  | 71.08%   | 924人 | 16.43% | 2.03人   |

## 通学区域
市立小学校・市立中学校及び県立高等学校の通学区域は以下の通りである。
| 町丁字       | 番地 | 小学校             | 中学校             | 高等学校 |
| ------------ | ---- | ------------------ | ------------------ | -------- |
| 五井西一丁目 | 全域 | 市原市立京葉小学校 | 市原市立五井中学校 | 第9学区  |
| 五井西二丁目 | 全域 | 市原市立京葉小学校 | 市原市立五井中学校 | 第9学区  |
| 五井西三丁目 | 全域 | 市原市立京葉小学校 | 市原市立五井中学校 | 第9学区  |
| 五井西四丁目 | 全域 | 市原市立京葉小学校 | 市原市立五井中学校 | 第9学区  |
| 五井西五丁目 | 全域 | 市原市立京葉小学校 | 市原市立五井中学校 | 第9学区  |
| 五井西六丁目 | 全域 | 市原市立京葉小学校 | 市原市立五井中学校 | 第9学区  |
| 五井西七丁目 | 全域 | 市原市立京葉小学校 | 市原市立五井中学校 | 第9学区  |

## 施設
- 市原市立京葉小学校
- 五井西交番
- 市原五井西郵便局
- 出津中央公園

## 交通

### 鉄道
駅はないが最寄りは、五井駅である。

### バス
町丁内の停留所を通過する路線バスは以下の通りである。
| 運行会社 | 系統 | 運行区間                  | 経由                   |
| -------- | ---- | ------------------------- | ---------------------- |
| 小湊鐵道 | 五23 | 五井駅西口 - 姉ケ崎駅西口 | 五井西四丁目、アピタ前 |

### 道路
- 国道297号線市原バイパス